# Elfenbenskusten i olympiska sommarspelen 1976
Elfenbenskusten deltog i de olympiska sommarspelen 1976 med en trupp bestående av åtta deltagare, sju män och en kvinna, vilka deltog i åtta tävlingar i friidrott. Ingen av landets deltagare erövrade någon medalj.

## Friidrott
Bana och väg
| Idrottare                                                          | Gren                        | Heat     | Heat      | Kvartsfinal      | Kvartsfinal      | Semifinal        | Semifinal        | Final            | Final            |
| Idrottare                                                          | Gren                        | Resultat | Placering | Resultat         | Placering        | Resultat         | Placering        | Resultat         | Placering        |
| ------------------------------------------------------------------ | --------------------------- | -------- | --------- | ---------------- | ---------------- | ---------------- | ---------------- | ---------------- | ---------------- |
| Céléstine N'Drin                                                   | Damernas 400 m              | 54.13    | 7         | Gick inte vidare | Gick inte vidare | Gick inte vidare | Gick inte vidare | Gick inte vidare | Gick inte vidare |
| Céléstine N'Drin                                                   | Damernas 800 m              | 2:04.54  | 6         | i.u.             | i.u.             | Gick inte vidare | Gick inte vidare | Gick inte vidare | Gick inte vidare |
| Amadou Méité                                                       | Herrarnas 100 m             | 10.53    | 2 Q       | 10.45            | 3 Q              | 10.46            | 6                | Gick inte vidare | Gick inte vidare |
| Georges Kablan Degnan                                              | Herrarnas 200 m             | 21.57    | 3 Q       | 20.91            | 2 Q              | 21.14            | 5                | Gick inte vidare | Gick inte vidare |
| Avognan Nogboun                                                    | Herrarnas 400 m             | 46.24    | 6         | Gick inte vidare | Gick inte vidare | Gick inte vidare | Gick inte vidare | Gick inte vidare | Gick inte vidare |
| Arsène Kra Konan Georges Kablan Degnan Gaston Kouadio Amadou Méité | Herrarnas 4 x 100 m stafett | 40.23    | 6 Q       | i.u.             | i.u.             | 40.64            | 7                | Gick inte vidare | Gick inte vidare |

Fältgrenar
| Idrottare         | Gren                    | Kval  | Kval      | Final            | Final            |
| Idrottare         | Gren                    | Längd | Placering | Längd            | Placering        |
| ----------------- | ----------------------- | ----- | --------- | ---------------- | ---------------- |
| Brou Kouakou      | Herrarnas längdhopp     | 7.20  | 28        | Gick inte vidare | Gick inte vidare |
| Jacques Aye Abehi | Herrarnas spjutkastning | 78.40 | 17        | Gick inte vidare | Gick inte vidare |